# Lacsny Miklós
Folkusfalvi Lacsny Miklós (Vistuk (Pozsony megye), 1776. december 7. – Pozsony, 1857. február 19.) nyugalmazott jószágkormányzó, táblabíró.

## Élete
Feltételezések szerint a pozsonyi jogakadémián tanult. Több megye táblabírája, Kutsera János báró követe az 1830-as rendi országgyűlésen (távollevők követe) és a 19. század 20-as, 30-as és 40-es éveiben az erdődi herceg Pálffy József és Antal kiterjedt uradalmainak teljhatalmú kormányzója volt; a fennhatóságuk alatt álló népesség száma Fényes Elek szerint 1837-ben 49 985 fő volt.
Jószágigazgatóként, illetve 1828-tól kezdve a saját nagyfödémesi és bátorkeszi birtokain nagy figyelmet szentelt az akkor még új termény, a cukorrépa termesztésének. Továbbfejlesztette a cukorrépa-termesztés technológiáját, és a környék parasztjait is a répatermelésre buzdította. 1829-ben Franciaországba küldte a belgiumi Dubois de Basecles-t, hogy onnan cukorgyár igazgatására alkalmas szakembert hozzon. 1830-ban mindkét birtokán cukorgyárat alapított, amelyek az elsők voltak Magyarországon. A két gyár napi répafeldolgozási kapacitása 400 bécsi mázsa volt. 1836-ban Pozsonyban saját árudát is nyitott.
Miután 1839-ben a cukor ára drámai módon csökkent, a verseny miatt előbb a bátorkeszi, majd 1840-ben a nagyfödémesi gyárat is bezárta.
Részt vállalt az Országos Magyar Gazdasági Egyesület (OMGE) munkájában, számos cikket írt a magyar és német gazdálkodási szaklapokba.
82 évesen, szélütés következtében hunyt el; feleségétől három lány maradt utána.
Felesége Folkusfalvi Lacsny Katalin, (szül. Katharina Buchwieser), aki „…L. v. F. Niklasszal, Pálffy herceg bizalmasával kötött házassága után visszavonult a színpadtól.”

## Művei
- Utasítás, mely nagyobb területű jószágok igazgatása könnyebbítésére szolgál, magában foglalván: a gyakorlati mezei gazdaságot átalában, szesz- és czukorgyártást marhahízlalással, selyemtenyésztést és hasznos méhtartást, erdei és vadászat szabályzást, a hivatalok felosztását, tisztek egyenkinti kötelességeit, nemkülönben a számadás vezetése módját, és végre mind politikai, mind urbéri, és egyéb uj törvényes foglalatosság rendes teljesítését, melyet hálaadó tisztelet jeléül főmélt. herczeg Erdődi Pálffy József urnak ajánlott ... 1826-ban. Pozsony, 1826 (bővített új kiadása Pozsony, 1844; németül: Instruktion zur Erleichterung de Verwaltung grösserer Güterkörper. Pressburg, 1826 és 1844)
- Egy tagban lévő jószágok kormányzása könnyebbítésére szolgáló oktatás, magában foglalván a törvényes, urbariális, gazdaságbéli és erdei, úgy szinte a számadásbéli dolgok elrendelése módját és a tisztségeknek és hivataloknak egy más köztt való felosztását. Pozsony. 1826
- Runkelrüben-Zuckermahl-Erzeugung in Ungarn. Ökonomische Neuigkeiten und Verhandlungen 1832. I.
- Czukorrépa. Magyar Gazda 1847. I. 21.